# Myopus schisticolor
El lemming oscuro o de bosque (Myopus schisticolor) es una especie de roedor miomorfo de la familia Cricetidae. Es la única especie de su género. Es un roedor paleártico de amplia distribución, desde Escandinavia, a través del centro y norte de Rusia, hasta la costa del océano Pacífico y la isla de Sajalín.